# Челтнъм
Челтнъм (на английски: Cheltenham) е град в графство Глостършър, югозападна Англия. Той е голям балнеоложки курорт заради своите минерални извори, открити там през 1716 г. През 2001 г. населението на града е 110 013 души.

## Личности
На 21 септември 1874 г. в града се ражда композиторът Густав Холст. През 1974 г., къщата в която е живял е превърната в музей.
На 28 февруари 1942 г. тук се ражда създателят на рок групата „Ролинг Стоунс“ Брайън Джоунс. Той умира на 27-годишна възраст при неизяснени обстоятелства. Погребан е на централните гробища в Челтнъм.